# Joncels
Joncels – miejscowość i gmina we Francji, w regionie Oksytania, w departamencie Hérault.
Według danych na rok 1990 gminę zamieszkiwały 222 osoby, a gęstość zaludnienia wynosiła 5 osób/km² (wśród 1545 gmin Langwedocji-Roussillon Joncels plasuje się na 690. miejscu pod względem liczby ludności, natomiast pod względem powierzchni na miejscu 76.).